# Jacques Chailley
Jacques Chailley (París, 24 de marzo de 1910 - Montpelier, 21 de enero de 1999) fue un musicólogo y compositor francés muy importante para el panorama musical de la posguerra.

## Biografía
Su madre era la pianista Céliny Chailley-Richez (1884-1973), su padre el violinista Marcel Chailley. Siendo adolescente, fue interno en la Abadía de Fontgombault (Indre) donde aprendió a tocar el órgano y se inició en la dirección de coro. A la edad de 14 años, compuso un “Domine non sum dignus”, a cuatro voces. En 1933, funda la Psalette Notre-Dame con el fin de revivir la música de la Edad Media, a la cual consagrará una gran parte de su actividad musicológica. En el Conservatorio de París, estudió armonía con Nadia Boulanger, contrapunto con Claude Delvincourt, historia de la música con Maurice Emmanuel y André Pirro, órgano con Yvonne Rokseth y composición con Henri Busser. Entre 1946 y 1961, dirigió la coral L’Alauda. Fue secretario general (1937) y después subdirector (1941) del Conservatorio de París, donde dirigía igualmente un ensemble vocal. En colaboración con Henri Rabaud, en 1940 estableció una lista de estudiantes judíos del Conservatorio de París. «El desalojo de los estudiantes judíos se hizo en dos tiempos. La primera etapa comenzó a principios de octubre de 1940. […] la dirección del conservatorio lleva a cabo entre el 4 y el 10 de octubre una encuesta meticulosa sobre los alumnos. Estos resultados son recogidos en un voluminoso dossier, casi totalmente de la mano de Jacques Chailley, que consta en especial de declaraciones individuales de los alumnos y de listas nominativas cuidadosamente establecidas.»
El hecho de que esta lista fuera utilizada para la exclusión de estudiantes judíos del Conservatorio, como afirma la cita anterior, ha sido contestado sin embargo por los testigos de la época. Después de 1941, Jacques Chailley se encuentra entre los miembros del Comité del Frente Nacional de la Música (organización de resistencia específica a los profesionales de la música, aparentemente creado en septiembre de 1941 por Elsa Barraine, Roger Désormière, Louis Durey, Roland-Manuel y Claude Delvincourt). Su papel durante la ocupación ha sido objeto de una nueva polémica en 2011, después de que la Sorbona decidiera donar su nombre a un anfiteatro (polémica provocada por un artículo del semanal “Le Canard enchaîné”).
En 1952 Jacques Chailley se doctoró con su tesis sobre la Escuela musical de San Marcial de Limoges y creó la primera cátedra de historia de la música en la Sorbona. Fue también inspector general de la música en el Ministerio de Educación Nacional y director, en 1982 de la Schola Cantorum.
Su erudición y su eclecticismo, pero también su carácter cortante y sus opiniones marcadas hicieron de él uno de los principales personajes de la vida musical francesa de la postguerra. Compositor conservador, firmemente opuesto a las vanguardias atonales y seriales,  compuso una obra de 129 números de opus, no tan presente hoy como su obra teórica.

## Publicaciones
Jacques Chailley ha publicado numerosos trabajos remarcables, tanto sobre música griega tanto como de la Edad Moderna, sobre las pasiones, los corales para órgano y El arte de la fuga de Bach ; sobre los aspectos masónicos de La flauta mágica de Mozart, el Carnaval de Schumann, Viaje de invierno de Schubert o el Tristán de Wagner. Asimismo, es el autor de numerosas obras sobre la armonía y su historia, la cuestión de la modalidad (El enredo de los modos), así como una importante historia de la música en varios tomos y obras de divulgación, como 40 000 años de música. Le debemos también estudios sobre Adam de la Halle y Guillaume de Machaut en los que redacta la primera transcripción publicada de la Misa de Notre Dame, Gautier de Coinci, etc.; así como una Pequeña Historia de la Canción Popular Francesa.
La obra musicológica de Jacques Chailley está compuesta por 53 libros y 429 artículos diversos, sin contar los numerosos textos de carátulas de discos.
- Petite histoire de la chanson populaire francaise. Paris : Presses universitaires de France, 1942. 16°, 64 p.
- Théorie de la Musique, avec H. Challan, préf. de Claude Delvincourt. Paris : Alphonse Leduc, 1947. 4°, 95 p.
- Histoire musicale du Moyen Âge. Paris : Presses Universitaires de France, 1950. 2e édition : 1969, 336 p.
- Traité historique d’analyse harmonique. Paris : Alphonse Leduc, 1951, rééd. 1977.
- L'Imbroglio des modes. Paris : Alphonse Leduc, [1960]. 4°, 92 p. Réédité en 1977.
- 40000 ans de musique. Paris : Plon, [1961], 326 p. Réédition à Paris : L'Harmattan, 2000.
- Les Passions de J.S. Bach. Paris : Presses universitaires de France, 1963. 4°, 455 p. 2e éd. : 1984.
- Cours d'histoire de la musique, préparation aux professorats d'enseignement musical et aux instituts de musicologie... Paris : Alphonse Leduc, 1967. 8°. Nombreuses rééditions.
- Éléments de philologie musicale. Paris : Alphonse Leduc, 1985.

Escritos
- Les Rondeaux d'Adam de la Halle, Salabert (Rouart-Lerolle, 1942).
- Messe Notre-Dame de Machaut, Salabert (Rouart-Lerolle, 1948).
- Chansons à la Vierge de Gautier de Coinci. Paris, Société Française de Musicologie, 1959.
- Alia musica (traité de musique carolingien), édition critique commentée. Paris, CDU, 1965.
- P. de l'Estocart. Octonaires de la vanité du monde, en collaboration avec Marc Honegger, Salabert, 1958.
- J.-S. Bach. L'Art de la fugue, édition analysée. Leduc, 1972.

## Obras musicales

### Música instrumental
Piano:
- Le Jardin nuptial (1947), suite, Salabert.
- Sonata breve (1965), Choudens.
- Ballade romantique (1989), Combre.
- Numerosos “morceaux fáciles” a 2 y 4 manos (Heugel, Salabert, Lemoine, Zurfluh).

Órgano:
- Triptyque.
- L'Annonciation.
- Paraphrases liturgique. (1984-87, Combre).

Música de cámara:
- Sonata (1987), violín sólo, Zurfluh.
- Sonata (1941), alto y piano, Leduc.
- Quatuor à cordes (1939), Salabert.

Música para orquesta:
- Symphonie en sol mineur (1942-47), Billaudot.
- 2e Symphonie (1984), inédita.
- Cantabile para cuerdas (1971), Editions Françaises de Musique.
- Mors est Rolanz (1975), orquesta de armonía, Editions Transatlantiques.
- Solmisation pour cordes(1977), Leduc.

### Música vocal
Para canto y piano:
- Le pèlerin d'Assise (1932-42, L. Chancerel), Heugel .
- A ma femme (1949-54, M. Carême).
- Poèmes sur la mort (1982, M. Carême)
- 7 Chansons légères(1983, M. Carême), Leduc.
- Le Chien à la mandoline (1987, M. Queneau), Fuzeau.
- Numerosas melodías aisladas como Le Menuisier du Roi (1945, M. Fombeure)
- Cantique du soleil (1934, St-François d’Assise)

Para coro a capella:
- El árbol del paraíso (1933, L. Chancerel), Salabert (Rouart-Lerolle).
- La Tentación de San Antonio (1936), sinfonía vocal sobre temas populares, Lemoine.
- Canto de la Fidelidad (1946, E.J. Regrettier), Presses d'Ile-de-France.
- Kyrie des gueux (1946), Leduc.
- Missa Solemnis (1947), Salabert (Rouart-Lerolle).
- A los Muertos por la Patria (1953, V. Hugo), Leduc.
- Misa breve " de angelis " (1955), Salabert; Messe " Orbis factor " (1959), manuscrito.
- Demeure le secret (1962, M. Pol-Fouchet), coro doble.
- Fables de mon jardin (1961, G. Duhamel), Leduc.
- Numerosos motetes con y sin órgano.
- Numerosas armonizaciones de canciones populares.

Para canto e instrumento u orquesta:
- Exercices de style (1965, R. Queneau).
- 7 Fantaisies pour voix égales et piano, Leduc.
- Les Grandes Heures de Reims (1938), recitado, coro y orquesta, inédita.
- Jeanne devant Reims (1941), coro y orquesta, inédita.
- Le Cimetière marin (1980, P. Valéry), coro y orquesta, Edition A Cœur joie.
- Les oratorios : Casa Dei (1991, Y. Hucher).
- Eloge de la Sagesse (1992, Ecclés.)

### Música escénica
- Pan et la Syrinx (1946, J. Laforgue), acto lírico, Paris, Opéra-Cómica, 1962, Leduc
- Le Jeu de Robin et Marion (1950, d'après A. de la Halle), Choudens.
- Thyl de Flandre (1946-53, J. Bruyr), drama lírico, Bruxelles, Théâtre de la Monnaie, 1957.
- La Dame la licorne (1953, J. Cocteau), ballet, Munich 1953.
- Músicas de escena para Perses (1936, Echyle),Antigone (1939, Sophocle), Agamemnon (1947, Eschyle), La Belle au bois (1951, Supervielle).